# Hrabovka
Hrabovka este o comună slovacă, aflată în districtul Trenčín din regiunea Trenčín. Localitatea se află la altitudinea de 315 m deasupra n.m., se întinde pe o suprafață de 4,29 km2 și în 2017 număra 419 locuitori.

## Istoric
Localitatea Hrabovka este atestată documentar din 1423.

## Demografie
| An:                | 1994 | 2004   | 2014   | 2024   |
| ------------------ | ---- | ------ | ------ | ------ |
| Număr de persoane: | 419  | 431    | 420    | 439    |
| Diferență:         |      | +2,86% | −2,55% | +4,52% |

| An:                | 2023 | 2024   |
| ------------------ | ---- | ------ |
| Număr de persoane: | 440  | 439    |
| Diferență:         |      | −0,22% |